# Arachnodes saprinoides
Arachnodes saprinoides là một loài bọ cánh cứng trong họ Bọ hung (Scarabaeidae).